# 马军 (水处理专家)
马军（1962年—），中国水处理专家，哈尔滨工业大学市政环境工程学院副院长、教授，教育部长江学者特聘教授，中国工程院院士。

## 生平
马军先后获哈尔滨建筑工程学院学士、硕士、博士。